# 반룡성 유적

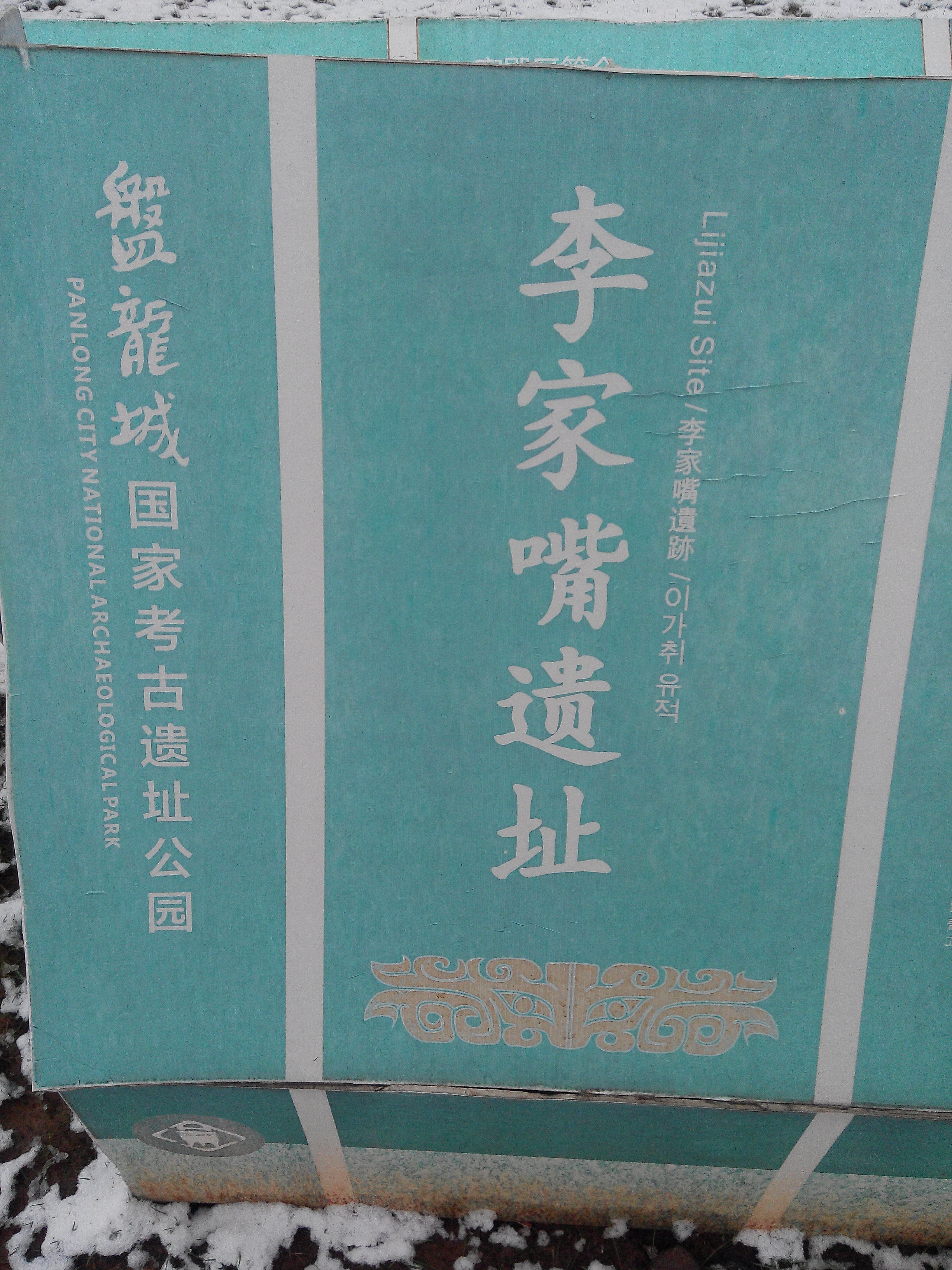

반룡성 유적(盘龙城)은 중국 호북성의 장강 북안 우한 황피구에 있는 도시 유적으로, 무한시 중심으로부터 동북쪽에 있는 반룡호 부근의 언덕에서 발견되었다.
장강 유역에서 발견된 유일한 상나라 시기 도시 유적이며, 허난 정주시 부근에서 번성 얼리강문화(상 초기의 중심지였다고 생각된다)와의 관계가 강하고, 황하유역의 얼리강문화가 절정기에 멀리 장강 연안까지 도달했다는 것을 보여주고있다. 얼리강문화 유적에서도 최대의 발굴지에 속한다.(전성기 1 평방 km).
반용성 부근은 얼리강문화에 선행하는 얼리터우문화 시기 이전부터 사람이 살고 있으며, 20만 제곱미터의 범위에 일부 취락이 산재해 있었다. 얼리강문화 초기에 들어가 반룡성의 취락은 갑자기 거대화되어 중심의 성벽 내부가 75,000 제곱미터, 전체 1 평방 km라는 큰 도시로 성장한다. 많은 청동기가 출토되고 있으나 오히려 중심 부근에서 구리의 출토가 적었다. 이를 미루어 보아 얼리강문화가 장강 중류의 구리 광산과 구리 자원을 확보하기 위해 반룡성을 전초 또는 식민지로 구축했다고 보인다.
반룡성의 건축 양식과 청동기의 제조 방법은 얼리강문화에서 사용된 기술과 같은 것이다. 그러나 반용성에서 만들어지는 도자기의 양식은 황하 유역의 얼리강 정주의 것과는 다르다. 호족의 매장 방법도 반룡성과 이리강은 거의 동일하다. 반룡성 후기 지층의 발굴 결과는 얼리강문화의 후기 이후의 양식은 보이지 않아 이 시기에 얼리 강 문화가 장강 부근에서 퇴장한 것으로 보인다. 반룡성은 이후 완만하게 쇠락하고 얼리강문화의 종언과 함께 버려졌다. 반룡성의 쇠퇴는 우청문화의 중심이었던 우청이 장강 유역의 중심으로 황하 유역과의 교역 등을 통해 확대된시기와 겹쳐있어 우청이 반룡성의 쇠퇴에 어떤 영향을 주었다고 보인다.

## 같이 보기
- 장강 문명
- 펑터우산 문화
- 다시 문화
- 취자링 문화
- 스자허 문화
- 허무도 문화
- 마자방 문화
- 쑹쩌문화
- 량주 문화
- 얼리터우 문화
- 얼리강 문화
- 우청 문화
- 은나라
- 은허

## 참고 문헌
- The Cambridge History of Ancient China : From the Origins of Civilization to 221 BC, Edited by Michael Loewe and Edward L. Shaughnessy. ISBN 0-521-47030-7
- Liu, Li and Xingcan Chen, State Formation in Early China, ISBN 0-7156-3224-8